# كبير بادجا بياميلا

كبير بادجا بياميلا (بالإنجليزية: Kabeer Gbaja-Biamila)‏ (ولد 24 سبتمبر 1977 لوس انجلوس بكاليفورنيا) ويعرف أيضا بـ KGB هو لاعب كرة أمريكي وهو الاخ الأكبر للاعب الكرة الأمريكي أكبر بادجا بياميلا. ولد لأبوين مسلمين، اعتنقت امه المسيحية لاحقا بينما تربى هو على المذهب السني، اعتنق المسيحية في أول موسم له في فريق Green Bay Packers لكنه حتى بعد ارتداده على الإسلام ما زال يمارس بعض الممارسات الإسلامية كالأكل الحلال.